# George Ward Nichols
George Ward Nichols (ur. 1837, zm. 1885) – amerykański felietonista, filantrop, twórca instytucji muzycznych w Cincinnati, kombatant wojny secesyjnej po stronie Unii przeciwko Konfederacji w randze pułkownika, autor wywiadu i felietonu w magazynie Harper’s Magazine (z lutego 1867), który rozsławił Dzikiego Billa Hickoka (zatytułowany on był „Wild Billl”).
Nichols napisał szereg flagowych felietonów dla Harper’s: „Sherman’s March”, „Mount Desert”, „Down the Mississippi”, „Six weeks in Florida” „The Indian: What we should do with him”, „How Fort McAllister was taken”, „Street pavements” i „The burning of Columbia”
Nichols ożenił się w 1868 z 12 lat młodszą Maria Longworth (20 marca 1849 – 30 kwietnia 1932), wnuczką Nicholasa Longwortha, patriarchy klanu Longworthów w Cincinnati, późniejszą filantropistką sztuk pięknych i plastyki, założycielką Rockwood Pottery (jednej z najwybitniejszych pracowni artystycznych i przedsiębiorstw w zdobnej ceramice użytkowej amerykańskiej gałęzi nurtu art déco).
W 1878 wspólnie z Reubenem Springerem założyli Cincinnati College of Music, połączone 70 lat po jego śmierci, w roku 1955 z Cincinnati Conservatory w Cincinnati Conservatory College of Music i w 1962 włączone jako takie do University of Cincinnati, przetrwałe w tej formie do chwili obecnej jako jedna z ważniejszych amerykańskich instytucji nauczania, badania, nagrywania i wykonywania muzyki poważnej.